# Cabalus modestus
Cabalus modestus là một loài chim đã bị tuyệt chủng trong họ Rallidae. Chúng là loài đặc hữu của các quần đảo Chatham, Mangere và Pitt Island, New Zealand. Sự tương đồng về di truyền với của chúng với loài Gallirallus dieffenbachii là lý do một số nhà sinh vật xem chúng như là một phần của chi Gallirallus.

## Hình ảnh

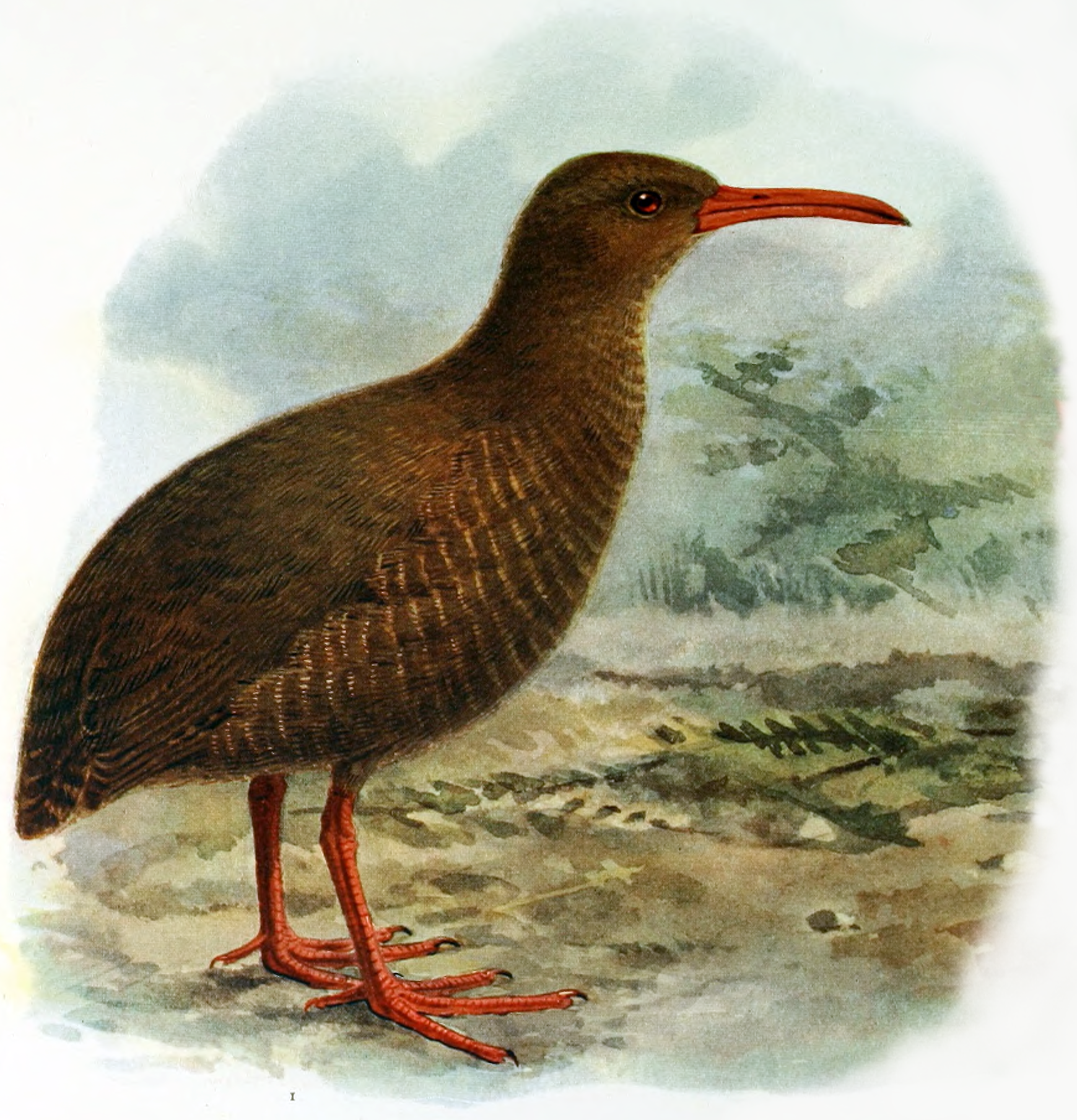